# Weißewarte
Weißewarte este o comună din landul Saxonia-Anhalt, Germania.